# Яришівська волость
Яришівська волость — історична адміністративно-територіальна одиниця Могилівського повіту Подільської губернії з центром у містечку Яришів.
Станом на 1885 рік складалася з 10 поселень, 8 сільських громад. Населення — 10104 особи (4991 чоловічої статі та 5113 — жіночої), 1412 дворових господарств.
|                     | Площа, десятин | У тому числі орної, дес. |
| ------------------- | -------------- | ------------------------ |
| Сільських громад    | 6388           | 5464                     |
| Казенної власності  | 751            | —                        |
| Приватної власності | 8260           | 4370                     |
| Іншої власності     | 362            | 288                      |
| Загалом             | 15761          | 10122                    |

Поселення волості:
- Яришів — колишнє державне та власницьке містечко при річці Лядова за 16 верст від повітового міста, 1635 осіб, 286 дворів, православна церква, костел, синагога, єврейський молитовний будинок, поштова станція, 3 постоялих двори, 2 постоялих будинки, торгова баня, 35 лавки, 3 водяних млини, свічковий, маслобійний, дріжджовий і винокурний  заводи, базари через 2 тижні. За 3 версти — бурякоцукровий завод із постоялим будинком і кузнею.
- Ляшківці — колишнє власницьке село при річці Дністер, 849 осіб, 185 дворів, православна церква, постоялий будинок.
- Лядова — колишнє власницьке село при річках Лядова та Дністер, 750 осіб, 107 дворів, православна церква, постоялий будинок, лавка, щорічний ярмарок.
- Серебрія — колишнє власницьке село при річці Дністер, 604 особи, 153 двори, православна церква, постоялий будинок.
- Юрківці — колишнє власницьке село при річці Караєць, 1064 осіб, 184 двори, православна церква, каплиця, постоялий будинок, кузня.
- Яришівська Слобода — колишнє власницьке село при річці Лядова, 1754 осіб, 288 дворів, православна церква, школа, постоялий будинок, кузня, водяний млин.